# Heikki Hasu
Heikki Vihtori Hasu (ur. 21 marca 1926 w Myllikoski, zm. 5 kwietnia 2025) – fiński narciarz klasyczny specjalizujący się w kombinacji norweskiej i biegach narciarskich oraz polityk. Trzykrotny medalista olimpijski oraz dwukrotny medalista mistrzostw świata.

## Życiorys

### Młodość
Ukończył tylko szkołę podstawową, pracował jako rolnik w Sippola, a następnie w Anjalankoski.
W 1944 roku został powołany do wojska, podczas wojny kontynuacyjnej służył w obronie przeciwlotniczej w Helsinkach.

### Kariera sportowa
Jego olimpijskim debiutem były igrzyska w Sankt Moritz w 1948 r. Zdobył złoty medal w kombinacji norweskiej, a w biegu na 18 km zajął czwarte miejsce, przegrywając walkę o brązowy medal z Gunnarem Erikssonem ze Szwecji. Cztery lata później, podczas igrzysk olimpijskich w Oslo Finowie w składzie: Heikki Hasu, Paavo Lonkila, Urpo Korhonen i Tapio Mäkelä wywalczyli złoty medal w sztafecie biegowej 4 × 10 km. Hasu ponadto zdobył srebrny medal w kombinacji, ulegając jedynie Simonowi Slåttvikowi z Norwegii. W biegu na 18 km ponownie zajął czwarte miejsce, tym razem w walce o brązowy medal lepszy okazał się jego rodak Paavo Lonkila. Na kolejnych igrzyskach już nie startował.
Mistrzostwa świata w Lake Placid w 1950 r. były pierwszymi i zarazem ostatnimi w jego karierze. Zdobył tam złoty medal w kombinacji, a wraz z Viljo Vellonenem, Paavo Lonkilą i Augustem Kiuru wywalczył srebrny medal w sztafecie. Zajął także 18. miejsce w biegu na 18 km techniką klasyczną.
W 1948 roku wygrał zawody w kombinacji norweskiej podczas Salpausselän Kisat. Wyczyn ten powtórzył w latach 1949, 1951, 1952 i 1953. W 1953 roku wygrał kombinację podczas Holmenkollen ski festival. Hasu został wybrany sportowcem roku w Finlandii w 1948 i 1950 roku. Po zakończeniu kariery zawodniczej zajął się rolnictwem. Był także posłem do Eduskunty w latach 1962-66 i 1967-70.
W 1952 roku otrzymał norweski Medal Holmenkollen wraz ze szwedzkim biegaczem narciarskim Nilsem Karlssonem i dwoma Norwegami: narciarzem alpejskim Steinem Eriksenem oraz dwuboistą klasycznym Torbjørnem Falkangerem.

### Kariera polityczna
Był członkiem Partii Ludowej, zasiadał w radach gmin Anjalankoski i Sippola. W latach 1962–1966 i 1967–1970 zasiadał w fińskim parlamencie. W swojej drugiej kadencji zastąpił zmarłą Marję Lahti.

## Życie prywatne
Żonaty, mieszkał w Myllykoski.

## Osiągnięcia

### Kombinacja norweska

#### Igrzyska olimpijskie
| Miejsce | Dzień     | Rok  | Miejscowość  | Konkurencja   | Wynik       | Strata     | Zwycięzca      |
| ------- | --------- | ---- | ------------ | ------------- | ----------- | ---------- | -------------- |
| 1.      | 1 lutego  | 1948 | Sankt Moritz | Indywidualnie | 448.80 pkt  | -          | -              |
| 2.      | 18 lutego | 1952 | Oslo         | Indywidualnie | 451.621 pkt | -4.121 pkt | Simon Slåttvik |

#### Mistrzostwa świata
| Miejsce | Dzień    | Rok  | Miejscowość | Konkurencja   | Czas biegu | Strata | Zwycięzca |
| ------- | -------- | ---- | ----------- | ------------- | ---------- | ------ | --------- |
| 1.      | 3 lutego | 1950 | Lake Placid | Indywidualnie | 455.2 pkt  | -      | -         |

### Biegi narciarskie

#### Igrzyska olimpijskie
| Miejsce | Dzień       | Rok  | Miejscowość  | Konkurencja             | Czas biegu | Strata    | Zwycięzca        |
| ------- | ----------- | ---- | ------------ | ----------------------- | ---------- | --------- | ---------------- |
| 4.      | 31 stycznia | 1948 | Sankt Moritz | 18 km stylem klasycznym | 1:13:50 h  | +2:53 min | Martin Lundström |
| 4.      | 18 lutego   | 1952 | Oslo         | 18 km stylem klasycznym | 1:01:34 h  | +50 s     | Hallgeir Brenden |
| 1.      | 23 lutego   | 1952 | Oslo         | Sztafeta 4 × 10 km      | 2:20:16 h  | -         | -                |

#### Mistrzostwa świata
| Miejsce | Dzień    | Rok  | Miejscowość | Konkurencja             | Czas biegu | Strata    | Zwycięzca        |
| ------- | -------- | ---- | ----------- | ----------------------- | ---------- | --------- | ---------------- |
| 10.     | 3 lutego | 1950 | Lake Placid | 18 km stylem klasycznym | 1:06:16 h  | +1:57 min | Karl-Erik Åström |
| 2.      | 5 lutego | 1950 | Lake Placid | Sztafeta 4 × 10 km      | 2:39:59 h  | +1:52 min | Szwecja          |